# Sovětsko-japonský pakt o neútočení

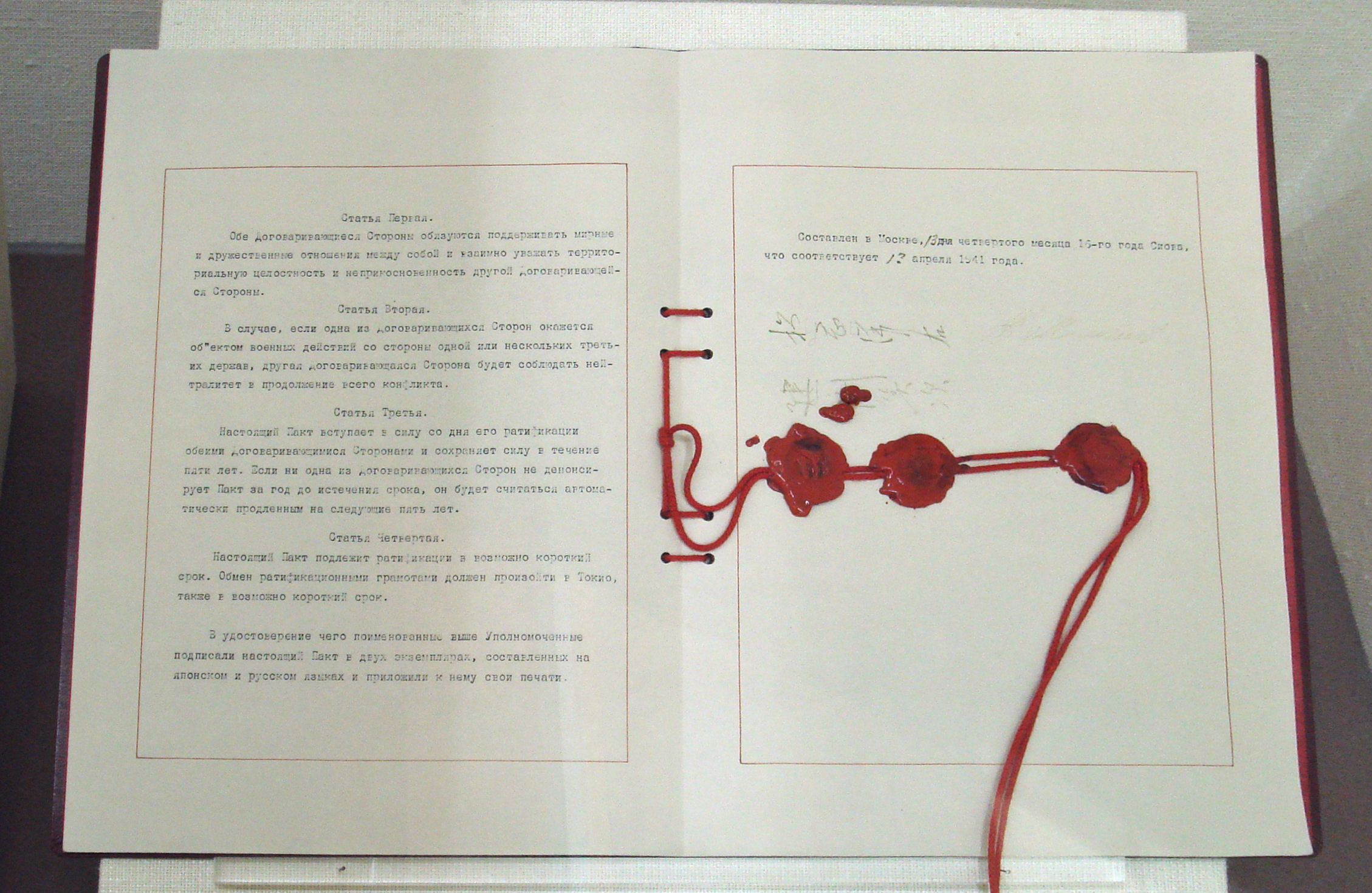
Sovětsko-japonský pakt o neútočení, 13. dubna 1941

Sovětsko-japonský pakt o neútočení byl podepsán na pět let v Moskvě 13. dubna 1941. SSSR jej vypovědělo Japonsku 5. dubna 1945.
Japonský velvyslanec Jošicugu Tatekawa 30. října 1940 na schůzce s Molotovem vyslovil „přání uzavřít se SSSR pakt o neútočení, podobný sovětsko-německému paktu“. Molotov odpověděl, že „uzavření paktu rozváže Japonsku ruce na jihu, ale z druhé strany zkomplikuje naše vztahy s USA a Čínou“.
SSSR za to požadoval kompenzaci, např. Jižní Sachalin nebo Kurilské ostrovy. To bylo pro Japonsko nepřijatelné a jednání uvázla na mrtvém bodě. K obratu došlo až 24. března 1941, kdy japonského ministra zahraničních věcí Jósuke Macuoku (松岡 洋右) přijal sám Stalin a k možnosti zlepšení vzájemných vztahů uvedl, že „to pokládá nejen za nutné, ale i za zcela reálné.“
Text paktu se skládal ze čtyř článků, v nichž si obě strany vzájemně garantovaly územní integritu a neutralitu v případě konfliktu se třetí stranou. Na rozdíl od sovětsko-německého paktu neměla tato dohoda žádné tajné dodatky.